# Ann-Louise Slee
Ann-Louise Slee (* 14. August 1988) ist eine australische Badmintonspielerin. 

## Karriere
Ann-Louise Slee wurde 2006 und 2007 Vizemeisterin bei den nationalen Titelkämpfen in Australien. Zu Platz zwei reichte es auch im Damendoppel bei den Ozeanienmeisterschaften 2010 und 2012. Zwischen beiden Kontinentalkämpfen wurde sie 2011 erstmals Meisterin in ihrer Heimat.

## Sportliche Erfolge
| Saison | Veranstaltung                     | Disziplin   | Platz | Name                             |
| ------ | --------------------------------- | ----------- | ----- | -------------------------------- |
| 2006   | Australien: Einzelmeisterschaften | Damendoppel | 2     | Ann-Louise Slee / Leisha Cooper  |
| 2007   | Australien: Einzelmeisterschaften | Mixed       | 2     | Brent Munday / Ann-Louise Slee   |
| 2010   | Ozeanienmeisterschaft             | Damendoppel | 2     | Ann-Louise Slee / Leisha Cooper  |
| 2011   | Australien: Einzelmeisterschaften | Damendoppel | 1     | Ann-Louise Slee / Michelle Zhang |
| 2012   | Ozeanienmeisterschaft             | Damendoppel | 2     | Ann-Louise Slee / Eugenia Tanaka |